# Radosław Cierzniak
Radosław Cierzniak (Szamocin, 24 april 1983) is een Pools profvoetballer die speelt als doelman voor de Pools club Legia Warschau. Hij heeft zesmaal gekeept voor het Pools voetbalelftal onder 21 en in 2009 kwam hij uit voor Polen in een vriendschappelijke wedstrijd.

## Loopbaan
Cierzniak heeft van 2001 tot 2004 onder contract gestaan bij diverse clubs in Polen en Oekraïne. Hij was vaste keeper van Avans Górnik Konin. Sinds het seizoen 2004-2005 speelde hij voor Amica Wronki. Na de fusie van deze Poolse club met Lech Poznań in 2006 kon hij niet meer rekenen op een basisplaats en vertrok hij naar Korona Kielce. Daar speelde hij drie seizoenen en in totaal 74 wedstrijden als vaste keeper. Hij verloor uiteindelijk zijn basisplaats aan Zbigniew Małkowski en zijn contract werd niet verlengd. Begin 2011 tekende Cierzniak voor een jaar bij de Cypriotische club Alki Larnaca, waarvoor hij 21 keer speelde.
In afwachting van een transfer naar de Schotse club Dundee United FC kwam Cierzniak drie maanden uit voor Cracovia Kraków. Op 2 augustus 2012 debuteerde hij voor Dundee United in een Europa League-wedstrijd tegen Dinamo Moskou. Drie dagen later speelde hij voor het eerst in de Scottish Premiership en hield hij de nul in een wedstrijd tegen Hibernian FC. Hij werd de vaste keeper van Dundee United. Op 6 maart 2013 verlengde hij zijn contract tot mei 2015.

## Interlands
| Interlands van Radosław Cierzniak | Interlands van Radosław Cierzniak | Interlands van Radosław Cierzniak | Interlands van Radosław Cierzniak | Interlands van Radosław Cierzniak | Interlands van Radosław Cierzniak | Interlands van Radosław Cierzniak |
| Nr.                               | Datum                             | Wedstrijd                         | Uitslag                           | Competitie                        | Goals                             | Assists                           |
| --------------------------------- | --------------------------------- | --------------------------------- | --------------------------------- | --------------------------------- | --------------------------------- | --------------------------------- |
| 1.                                | 7 februari 2009                   | Letland – Polen                   | 1 – 1                             | vriendschappelijk                 | 0                                 | 0                                 |